# Krakov
Krakov (deutsch Krakau) ist eine Gemeinde in Tschechien. Sie liegt neun Kilometer südwestlich von Rakovník im Rakonitzer Hügelland und gehört zum Okres Rakovník.

## Geographie
Das Dorf befindet sich am Südhang des Hügels Krakov (512 m) oberhalb des Tals des Krakovský potok. Östlich liegt der Teich Polský rybník.
Nachbarorte sind Petrovice im Norden, Malinová im Nordosten, Panoší Újezd im Osten, Zhoř und Nový Dvůr im Süden, Krakovec im Südwesten, Všesulov im Westen sowie Zavidov im Nordwesten.
Ein weiteres Dorf mit Namen Křakov befindet sich 73 km südwestlich, zur Gemeinde Mířkov gehörend.

## Geschichte
Einer Legende nach soll Krakov zusammen mit Krakovec der Sitz des sagenhaften Urvaters Krok gewesen sein. Václav Kočka vertritt in seiner Geschichtsschreibung des Rakonitzer Landes die Auffassung, dass der Name der Dörfer von der polnischen Stadt Krakau abgeleitet ist und auf den Raubzug Břetislav I. nach Polen aus dem Jahre 1039 zurückzuführen ist, bei dem der Herzog aus Krakau und Gnesen mitgeführte Gefangene im kaum besiedelten Rakonitzer Bergland ansiedelte. Sowohl die naheliegenden Orte Hedeč und Hedecko als auch der Polský rybník (Polenteich) fügen sich in diese Variante gut ein.
Die erste urkundliche Erwähnung des Dorfes stammt von 1358. Zu dieser Zeit gehörte das Dorf dem örtlichen Adelsgeschlecht von Krakov. Zu den nachfolgenden Besitzern der Herrschaft Krakov mit den Dörfern Rousínov, Skupá und Všesulov gehörte Jíra von Roztoky, ein Günstling Wenzels des Faulen, der die Burg Krakovec errichten ließ. 1620 kaufte Johann Zeller von Rosenthal den Besitz und von ihm erwarb ihn Alena Marie Vchynsky von Wchynitz und Tettau, die ihn mit Petrovice vereinte. Später folgte Karl Joseph Hildprand von und zu Ottenhausen, der in Slabce residierte. Nach der Ablösung der Patrimonialherrschaften wurde Krakov 1848 zur selbstständigen Gemeinde. Den Herrenhof kaufte 1855 Alex Prinz von Croÿ.
1850 lebten in dem Dorf 324 Menschen und 1869 waren es 306 in 48 Häusern. Seit dem Ende des 19. Jahrhunderts setzte ein Bevölkerungsrückgang ein. Die Bewohner lebten von der Landwirtschaft.
1930 hatte Krakov nur noch 266 Einwohner und in der 2. Hälfte des 20. Jahrhunderts halbierte sich durch die Landflucht die Zahl der Bewohner.